# Max Cosyns
Pour les articles homonymes, voir Cosyns.
Max Cosyns né à Schaerbeek le 29 mai 1906 – décédé à 91 ans à Bruxelles le 30 mars 1998 est un physicien, inventeur, explorateur et spéléologue belge.

## Biographie

Max Cosyns à bord de la nacelle sphérique du ballon stratosphérique de Piccard.

Fils d’un professeur de pétrochimie de l’Université libre de Bruxelles où il fit également des études et obtint en 1927 un diplôme d’ingénieur électricien et poursuivit encore des études de physique, biophysique et de médecine. Pendant plus de dix ans, jusqu’à l’aube de la seconde guerre mondiale, il se voua tout entier à sa passion : la biophysique et l'étude du rayonnement cosmique et fit des recherches dans le cadre de la fondation médicale Reine Elisabeth, de l’Université libre de Bruxelles et du Congrès Solvay. A l'occasion de ses travaux et de ses publications sur les rayons cosmiques, il côtoyait d'illustres scientifiques et notamment le Professeur Auguste Piccard dont il devint l’assistant. À Dübendorf (Suisse), le 18 août 1932, il participa avec lui à l'ascension record en ballon, 16 200 m. Il fut ensuite pilote et responsable du second vol stratosphérique du 18 août 1934 avec Nérée Van Der Elst (étudiant). Ils décollèrent de Hour en Belgique et se posèrent à Ženavlje (en), près de Murska Sobota en Yougoslavie (aujourd'hui en Slovénie), après un vol record de 1 800 kilomètres, atteignant une altitude de 15 500 mètres.
Il fut également un féru de spéléologie et donc du système karstique. Il s'intéressa aux travaux d'Édouard-Alfred Martel qui démontrait bien que les canyons faisaient partie intégrante des karsts. En 1930, il en reprit même les travaux sur le système de Kakuetta. Ce dernier le mettra en contact en 1934 avec Norbert Casteret et une équipe se constitue avec Van Der Elst, Pecher et Limbosch. Ils feront de nombreuses expéditions de 1934 à 1940 notamment Kakuetta et les gouffres d'Heyle (la première, le 21 juin 1934) et de Utcipia.

## Seconde Guerre mondiale
Il habitait 26 avenue de la Tenderie à Watermael-Boitsfort, fréquentait l’ULB et avait son laboratoire 1 avenue Jean-Joseph Crocq à Jette (Hôpital Brugmann).
Résistant, il fit partie du Groupe G et côtoya Jean Burgers, Richard Altenhoff, Robert Leclercq, Henri Neuman... Il participa à l’élaboration de nombreux plans de sabotages et y prit même part activement. Notamment celui du 4 octobre 1942 aux Charbonnages d'Eisden en collaboration avec le groupe de Jacques Storck du réseau 3M. Belle action qui par la destruction de la salle des compresseurs immobilisa la production de l'usine pendant longtemps.  
Il est arrêté à son laboratoire par la Geheime Feldpolizei le 8 février 1943, incarcéré à la prison de Saint-Gilles, tenu au secret jusqu’au 1er mai 1943 y subit les durs interrogatoires ainsi que ceux de la Gestapo de l’avenue Louise. Étiqueté Nacht und Nebel il est transféré vers Essen le 31 juillet 1943 puis connut les camps de travaux forcés de Vechta, Kaisheim et enfin le camp de concentration de Dachau. Il continua son activité de résistance dans les camps, notamment en élevant et cultivant des mites dans la paillasse de son châlit, mites qu’il répandait sur les tissus de laine qui étaient utilisés par les prisonniers pour fabriquer les tenues d’hiver de l’armée allemande dans les ateliers de travail forcé du camp. Il fut libéré de Dachau par l’armée américaine le 29 avril 1945 et rapatrié le 13 mai 1945. 
En décembre 1946, il fut cité comme témoin lors du procès de l'affaire Wemmel.

## Après-guerre
Il fut codirecteur de l'expédition du bathyscaphe F.N.R.S. 2 à Dakar en 1948.  
Spéléologue, il fut le concepteur du treuil électrique utilisé lors des explorations du gouffre de La Pierre Saint-Martin en 1951 et 1952. Lors de cette dernière expédition plus importante, à laquelle participait également Haroun Tazieff, le 13 août 1952, ce fut l'accident : un serre-câble se dévissa et Marcel Loubens fit une chute de 15 mètres à laquelle il ne survécut pas. Max Cosyns fut considéré comme responsable de l'accident et, après le procès de 1954, démissionna de ses fonctions à l'Université, travailla un certain temps comme ingénieur conseil dans plusieurs sociétés (Zeiss, Philips…) tout en poursuivant des recherches dans des laboratoires privés, mais le moral à plat, il finit par se retirer à Licq au Pays basque, avec son épouse, Andrée Grandjean, avocate et résistante belge. 
En juillet 1991, Il est soupçonné d'avoir mené des expériences non-éthiques à but « thérapeutique » sur des humains dans son « centre de recherche des réflexes corticaux ». Il est mis en garde à vue et ressort libre sous contrôle judiciaire.
Il fut cofondateur de l’Association pour la Recherche Spéléologique Internationale à la Pierre Saint-Martin (ARSIP) en avril 1966.

## Publications scientifiques
- Max G. E. Cosyns, « Specific ionization of cosmic radiation », Nature, vol. 138, no 3485,‎ août 1936, p. 284–284 (ISSN 1476-4687, DOI 10.1038/138284b0, lire en ligne, consulté le 17 mars 2023)
- Max G. E. Cosyns, C. C. Dilworth, G. P. S. Occhialini, M. Schoenberg et N. Page, « The decay and capture of μ-mesons in photographic emulsions », Proceedings of the Physical Society. Section A, vol. 62, no 12,‎ décembre 1949, p. 801 (ISSN 0370-1298, DOI 10.1088/0370-1298/62/12/306, lire en ligne, consulté le 17 mars 2023)
- Max G. E. Cosyns, « Geomagnetic effect on cosmic radiation in the stratosphere », Nature, vol. 137, no 3467,‎ avril 1936, p. 616–616 (ISSN 1476-4687, DOI 10.1038/137616a0, lire en ligne, consulté le 17 mars 2023)
- Max G. E. Cosyns, « Barometric co-efficient of extensive cosmic ray showers », Nature, vol. 145, no 3678,‎ avril 1940, p. 668–668 (ISSN 1476-4687, DOI 10.1038/145668a0, lire en ligne, consulté le 17 mars 2023)
- Max G. E. Cosyns, C. C. Dilworth, G. P. S. Occhialini et M. Schönberg, « Double stars with relativistic particles from cosmic rays », Nature, vol. 164, no 4160,‎ juillet 1949, p. 129–131 (ISSN 1476-4687, DOI 10.1038/164129a0, lire en ligne, consulté le 17 mars 2023)
- Max G. E. Cosyns, « Specific ionization by high-speed particles », Nature, vol. 139, no 3523,‎ mai 1937, p. 802–803 (ISSN 1476-4687, DOI 10.1038/139802b0, lire en ligne, consulté le 17 mars 2023)
- Max G. E. Cosyns, « A new polarisation phenomenon », Nature, vol. 137, no 3454,‎ janvier 1936, p. 70–70 (ISSN 1476-4687, DOI 10.1038/137070b0, lire en ligne, consulté le 17 mars 2023)
- Max G. E. Cosyns, « Abnormal zenithal distribution of cosmic rays », Nature, vol. 140, no 3552,‎ novembre 1937, p. 931–931 (ISSN 1476-4687, DOI 10.1038/140931a0, lire en ligne, consulté le 17 mars 2023)